# Friedrich-Ebert-Straße 418

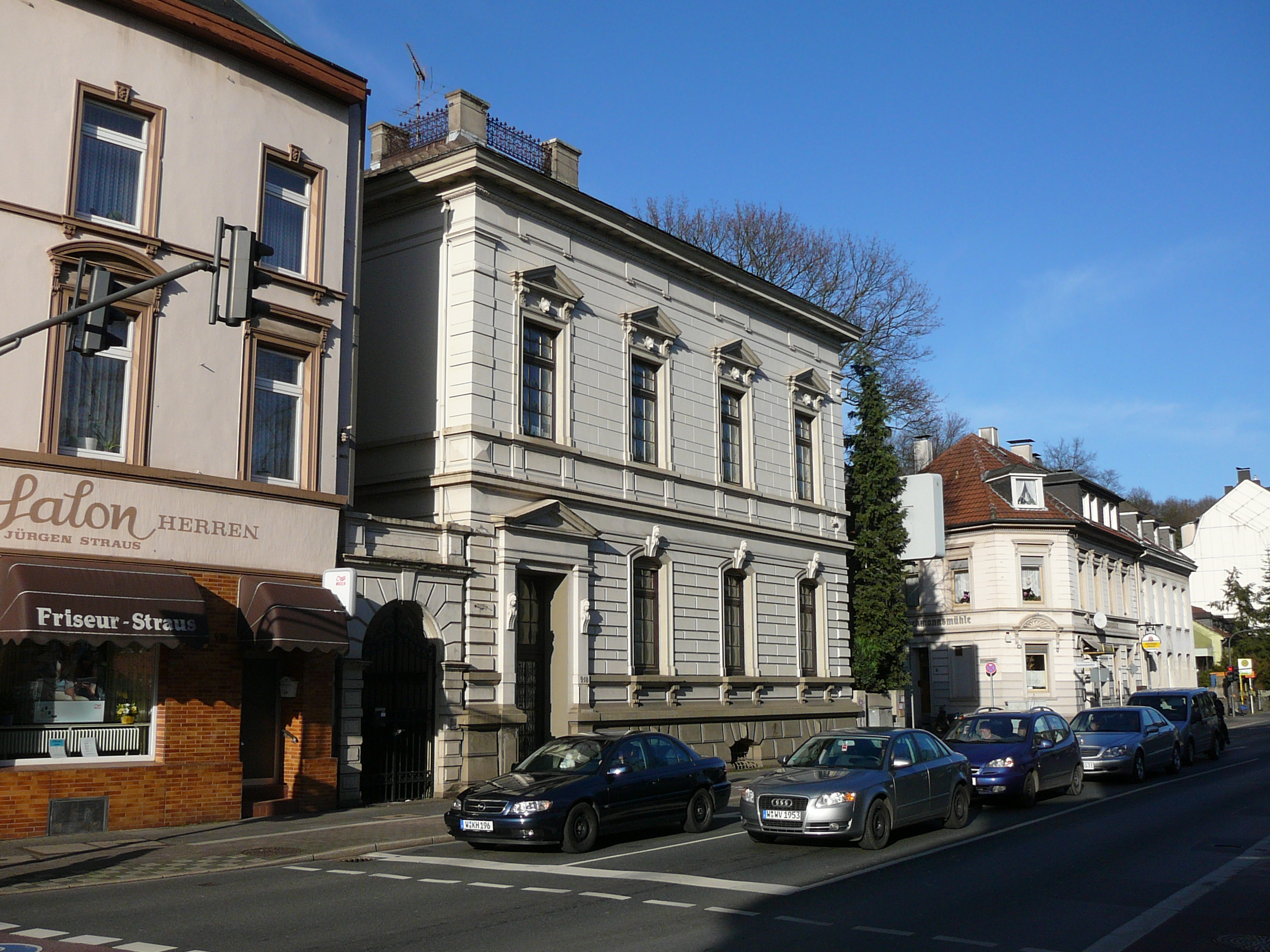
Villa Friedrich-Ebert-Straße 418, Ansicht nach Norden

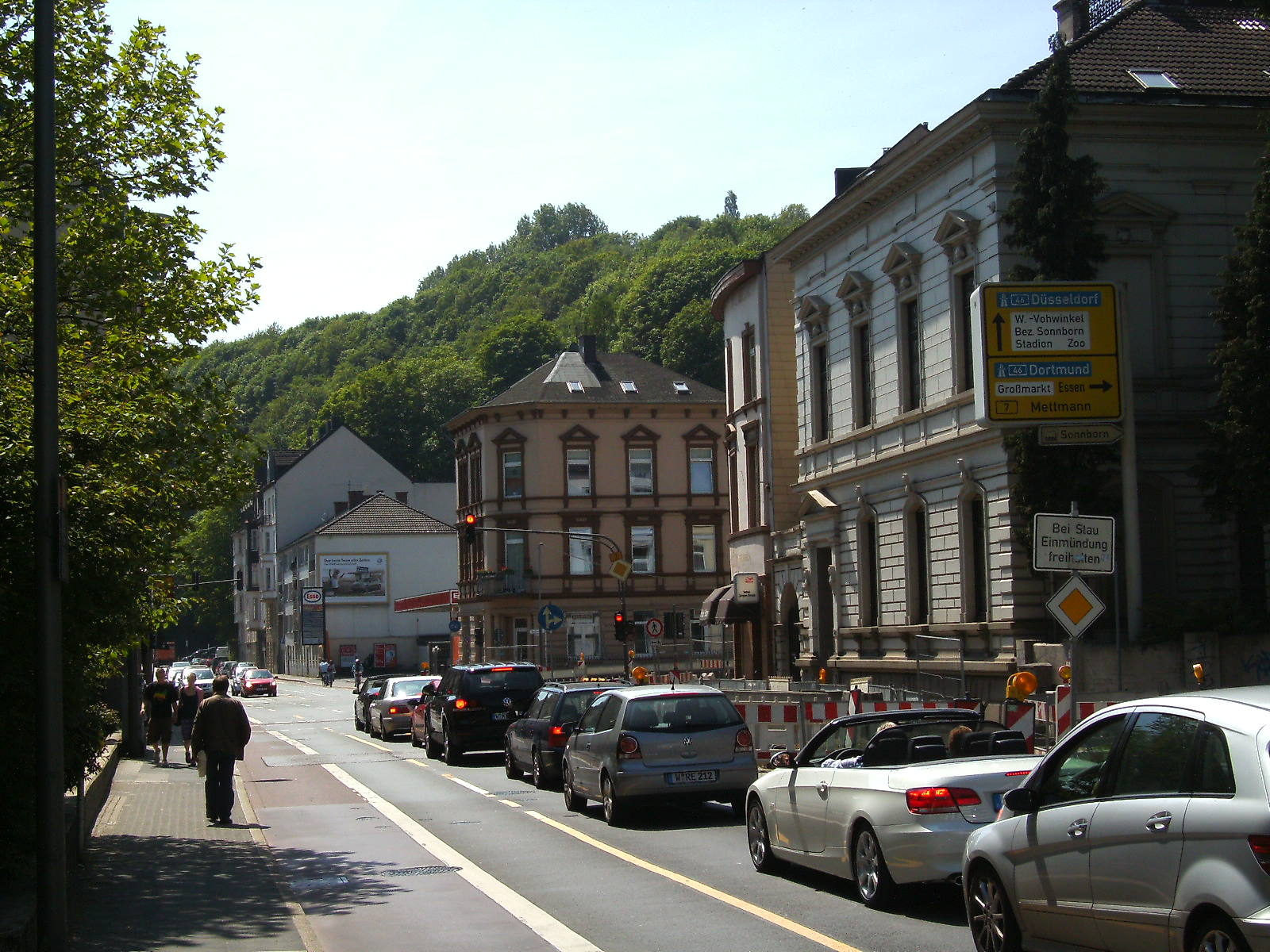
Villa Friedrich-Ebert-Straße 418, Ansicht nach Südwesten

Die Villa Friedrich-Ebert-Straße 418 liegt im Wuppertaler Stadtbezirk Elberfeld-West an der Friedrich-Ebert-Straße, die hier als Bundesstraße 7 klassifiziert ist, in der Ortslage Stockmannsmühle.

## Baubeschreibung
Die 1883 erbaute zweigeschossige Villa ist mit einer gegliederten Putzfassade in spätklassizistischen Stilformen mit Quaderputz und durchlaufenden Brüstungsgesimsen ausgeführt.
An der östlichen Seite befindet sich ein Treppenhaus-Vorbau, dem eine Terrasse mit Baluster-Brüstung vorgelagert ist. Das großzügig angelegte Treppenhaus wurde mit einem rundbogigen bleiverglastem Fenster und mit kannelierten Säulenvorlagen ausgestattet. Als Dach hatte die Villa ein Walmdach erhalten, das im Firstbereich eine Plattform mit umgrenzendem schmiedeeisernem Brüstungsgitter hat.
Die Innenausstattung der Villa mit gestucktem Wand- und Deckenputz wurde mit hölzernen Treppenläufen mit gedrechseltem Treppengeländer versehen. Die Treppe und das Geländer im Erdgeschossbereich sind aus Marmor gefertigt.
An der westlichen Seite schließt sich ein Rundbogentor an, das mit Quaderputz im Stil des Villengebäudes gehalten ist.

## Geschichte
Die Villa wurde als Baudenkmal am 16. Januar 1986 in die Denkmalliste der Stadt Wuppertal eingetragen. Der Schutzumfang erstreckt sich zusätzlich auf das seitliche Rundbogentor und die Einfriedungsmauer. Auch die historische Innenausstattung des Bauwerks wird explizit im Schutzumfang des Denkmalschutzes erwähnt.